# Zeche Timmerbeil Tiefbau
Die Zeche Timmerbeil Tiefbau in Hohenstein ist ein ehemaliges Steinkohlenbergwerk. Das Bergwerk war auch unter dem Namen Zeche Vereinigte Timmerbeil bekannt. Es ist aus der Konsolidation mehrerer bis dahin eigenständiger Bergwerke entstanden.

## Bergwerksgeschichte
Am 20. September des Jahres 1856 konsolidierten die Zechen Knappsack, Timmerbeil und Theodora zur Zeche Timmerbeil Tiefbau. Zweck dieser Konsolidation war der gemeinsame Übergang zum Tiefbau. Die Berechtsame umfasste ein Längenfeld. Im Sommer des darauffolgenden Jahres wurde das Bergwerk in Betrieb genommen. Es wurde begonnen, ab der Stollensohle einen tonnlägigen Förderschacht bis in das Flöz Theodora (Mausegatt) zu teufen. Das Flöz hatte in diesem Bereich eine Mächtigkeit von 2,2 Metern. Im Jahr 1858 erreichte der Schacht eine flache Teufe von 65 Lachtern und reichte bereits bis ins Muldentiefste. Bei einer flachen Teufe von 60 Metern wurde eine Sohle angesetzt. Noch im selben Jahr wurde mit dem Abbau begonnen. Im Jahr 1860 wurde ein Versuchsschacht gesümpft und anschließend im Flöz Timmerbeil tiefer geteuft. Im darauffolgenden Jahr wurde bei einer flachen Teufe von 33 Lachtern eine Hilfssohle angesetzt. Im Jahr 1862 wurde der Schacht um weitere 15 Lachter tiefer geteuft. Das Bergwerk gehörte zu diesem Zeitpunkt zum Bergrevier Witten. Im Jahr 1863 wurde im Schacht, der im Flöz Timmerbeil geteuft worden war, bei einer Teufe von 80 Lachtern die Tiefbausohle angesetzt. Hier wurde mit der Auffahrung eines Querschlages begonnen. Der Querschlag diente der Ausrichtung des Flözes Knappsack. Noch im selben Jahr wurde Flöz Knappsack aufgeschlossen. Im Flöz wurde die oberste Sohle komplett ausgerichtet und mit dem Abbau der Pfeiler begonnen. Außerdem wurde in diesem Jahr ein Sohlenort nach Osten angesetzt. Im Jahr 1865 war das Bergwerk noch in Betrieb, jedoch traten Probleme mit hohen Wasserzuflüssen auf. Außerdem hatte man mit vielen geologischen Störungen zu kämpfen. Im Jahr 1867 wurden 4166 Tonnen Steinkohle gefördert. Am 5. Mai des Jahres 1868 wurde die Zeche Timmerbeil Tiefbau stillgelegt. Das Feld der Zeche Timmerbeil Tiefbau wurde später durch das Geviertfeld der Zeche Bergmann überdeckt. Am 5. April des Jahres 1873 wurde in Folge einer Verzichtserklärung die Verleihung aufgehoben. Nach 1945 wurde der Stollen Timmerbeil noch einmal für eine Zeitlang von der Zeche Borbachtal genutzt.